# Moehniella fernandi
Moehniella fernandi är en tvåvingeart som beskrevs av Wunsch 1979. Moehniella fernandi ingår i släktet Moehniella och familjen gallmyggor.
Artens utbredningsområde är Colombia. Inga underarter finns listade i Catalogue of Life.